# Leopoldo di Schleswig-Holstein-Sonderburg-Wiesenburg
Leopoldo di Schleswig-Holstein-Sonderburg-Wiesenburg (Brzeg, 12 gennaio 1674 – Vienna, 4 marzo 1744) è stato duca di Schleswig-Holstein-Sonderburg-Wiesenburg dal 1723 al 1725.

## Biografia

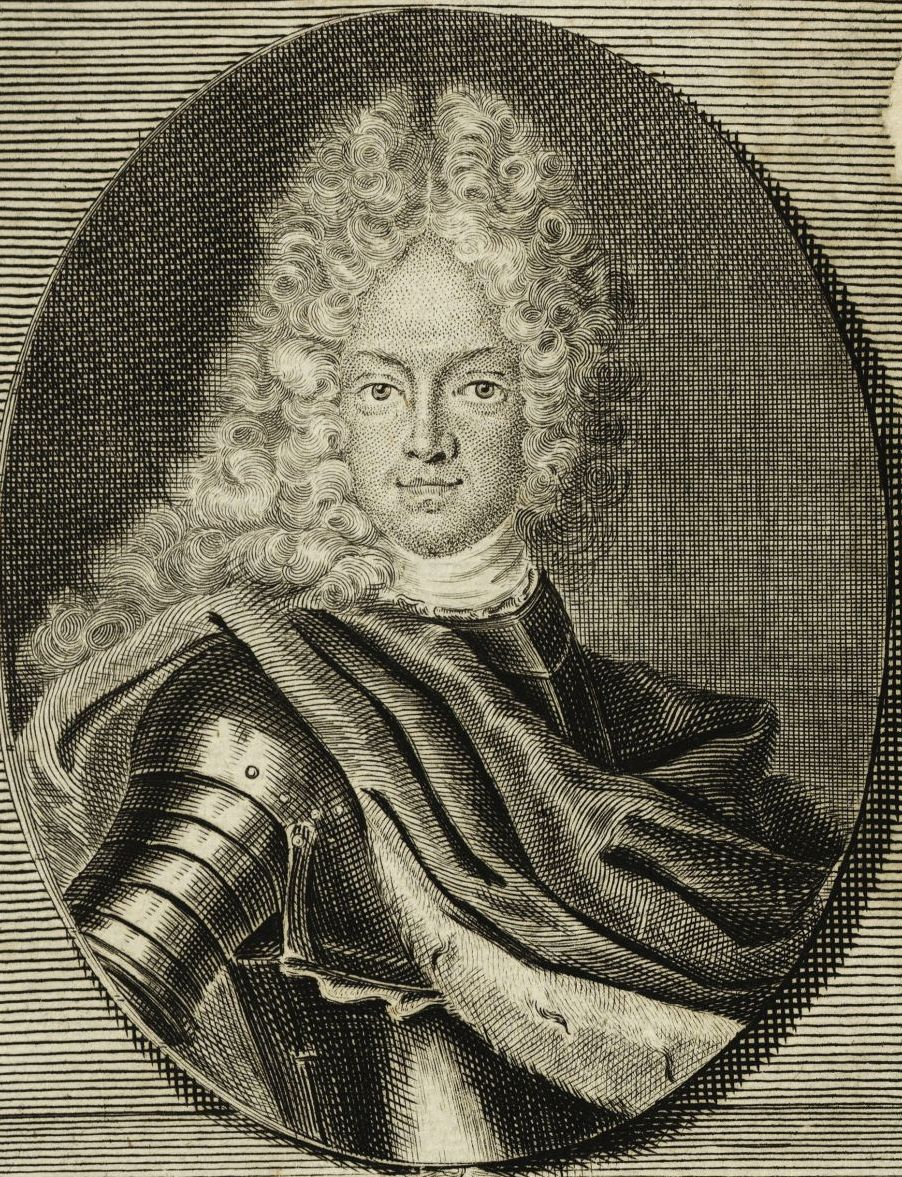
Leopoldo in un'incisione di Johann Martin Bernigeroth

Leopoldo era figlio di Federico di Schleswig-Holstein-Sonderburg-Wiesenburg e di Carolina di Legnica-Brieg.
Dal 1721 fu proprietario del castello di Wetzdorf e nel 1723 divenne erede di Rohrbach.
Convertitosi al cattolicesimo, ottenne in cambio il ruolo di consigliere privato dell'imperatore Carlo VI e fu insignito dell'Ordine del Toson d'oro.
Nel 1725 vendette il suo territorio di Wiesenburg all'elettore Federico Augusto I di Sassonia.

### Matrimonio
Il 15 febbraio o il 6 marzo 1713, sposò la principessa Maria Elisabetta del Liechtenstein, figlia di Giovanni Adamo I, diventando il suo secondo marito.
Morì senza eredi maschi a Vienna e fu tumulato nella cattedrale di Santo Stefano, poco tempo prima che morisse anche la moglie.

## Discendenza
Leopoldo di Schleswig-Holstein-Sonderburg-Wiesenburg e Maria Elisabetta del Liechtenstein ebbero cinque figlie:
- Duchessa Teresa Maria Anna (1713-1745), sposò Giovanni Aloisio I di Oettingen-Spielberg (1707-1780);
- Duchessa Eleonora (1715-1760), sposò Giuseppe Maria Gonzaga (1690-1746);
- Duchessa Maria Gabriella Felicita (1716-1798), sposò Carlo Federico di Fürstenberg (1714-1744);
- Duchessa Maria Carlotta Antonia (1718-1765), sposò Carlo Tommaso di Löwenstein-Wertheim-Rochefort (1683-1744);
- Duchessa Edvige (1721-1735).

## Ascendenza
|                                                           |                             |                                               | Genitori                                        |  |  | Nonni |  |  | Bisnonni                                    |  |  | Trisnonni                                 |  |
|                                                           |                             |                                               |                                                 |  |  |       |  |  | Alessandro di Schleswig-Holstein-Sonderburg |  |  | Giovanni di Schleswig-Holstein-Sonderburg |  |
|                                                           |                             |                                               |                                                 |  |  |       |  |  | Alessandro di Schleswig-Holstein-Sonderburg |  |  | Giovanni di Schleswig-Holstein-Sonderburg |  |
|                                                           |                             | Elisabetta di Brunswick-Grubenhagen           |                                                 |  |  |       |  |  | Alessandro di Schleswig-Holstein-Sonderburg |  |  |                                           |  |
| Filippo Luigi di Schleswig-Holstein-Sonderburg-Wiesenburg |                             |                                               |                                                 |  |  |       |  |  | Alessandro di Schleswig-Holstein-Sonderburg |  |  |                                           |  |
|                                                           |                             | Dorotea di Schwarzburg-Sondershausen          | Giovanni Günther I di Schwarzburg-Sondershausen |  |  |       |  |  |                                             |  |  |                                           |  |
|                                                           |                             | Dorotea di Schwarzburg-Sondershausen          | Giovanni Günther I di Schwarzburg-Sondershausen |  |  |       |  |  |                                             |  |  |                                           |  |
|                                                           |                             | Dorotea di Schwarzburg-Sondershausen          | Anna di Oldenburg                               |  |  |       |  |  |                                             |  |  |                                           |  |
| Federico di Schleswig-Holstein-Sonderburg-Wiesenburg      |                             | Dorotea di Schwarzburg-Sondershausen          |                                                 |  |  |       |  |  |                                             |  |  |                                           |  |
|                                                           |                             | Federico I d'Assia-Homburg                    | Giorgio I d'Assia-Darmstadt                     |  |  |       |  |  |                                             |  |  |                                           |  |
|                                                           |                             | Federico I d'Assia-Homburg                    | Giorgio I d'Assia-Darmstadt                     |  |  |       |  |  |                                             |  |  |                                           |  |
|                                                           |                             | Federico I d'Assia-Homburg                    | Maddalena di Lippe                              |  |  |       |  |  |                                             |  |  |                                           |  |
| Anna Margherita di Assia-Homburg                          |                             | Federico I d'Assia-Homburg                    |                                                 |  |  |       |  |  |                                             |  |  |                                           |  |
|                                                           |                             | Margherita Elisabetta di Leiningen-Westerburg | Cristoforo di Leiningen-Westerburg              |  |  |       |  |  |                                             |  |  |                                           |  |
|                                                           |                             | Margherita Elisabetta di Leiningen-Westerburg | Cristoforo di Leiningen-Westerburg              |  |  |       |  |  |                                             |  |  |                                           |  |
|                                                           |                             | Margherita Elisabetta di Leiningen-Westerburg | Anna Maria Ungnadin von Sonnegg                 |  |  |       |  |  |                                             |  |  |                                           |  |
| Leopoldo di Schleswig-Holstein-Sonderburg-Wiesenburg      |                             | Margherita Elisabetta di Leiningen-Westerburg |                                                 |  |  |       |  |  |                                             |  |  |                                           |  |
|                                                           | Giovanni Cristiano di Brieg | Gioacchino Federico di Brieg                  |                                                 |  |  |       |  |  |                                             |  |  |                                           |  |
|                                                           | Giovanni Cristiano di Brieg | Gioacchino Federico di Brieg                  |                                                 |  |  |       |  |  |                                             |  |  |                                           |  |
|                                                           | Giovanni Cristiano di Brieg | Anna Maria di Anhalt                          |                                                 |  |  |       |  |  |                                             |  |  |                                           |  |
| Cristiano di Legnica-Brieg                                | Giovanni Cristiano di Brieg |                                               |                                                 |  |  |       |  |  |                                             |  |  |                                           |  |
|                                                           |                             | Dorotea Sibilla di Brandeburgo                | Giovanni Giorgio di Brandeburgo                 |  |  |       |  |  |                                             |  |  |                                           |  |
|                                                           |                             | Dorotea Sibilla di Brandeburgo                | Giovanni Giorgio di Brandeburgo                 |  |  |       |  |  |                                             |  |  |                                           |  |
|                                                           |                             | Dorotea Sibilla di Brandeburgo                | Elisabetta di Anhalt-Zerbst                     |  |  |       |  |  |                                             |  |  |                                           |  |
| Carolina di Legnica-Brieg                                 |                             | Dorotea Sibilla di Brandeburgo                |                                                 |  |  |       |  |  |                                             |  |  |                                           |  |
|                                                           |                             | Giovanni Casimiro di Anhalt-Dessau            | Giovanni Giorgio I di Anhalt-Dessau             |  |  |       |  |  |                                             |  |  |                                           |  |
|                                                           |                             | Giovanni Casimiro di Anhalt-Dessau            | Giovanni Giorgio I di Anhalt-Dessau             |  |  |       |  |  |                                             |  |  |                                           |  |
|                                                           |                             | Giovanni Casimiro di Anhalt-Dessau            | Dorotea del Palatinato-Simmern                  |  |  |       |  |  |                                             |  |  |                                           |  |
| Luisa di Anhalt-Dessau                                    |                             | Giovanni Casimiro di Anhalt-Dessau            |                                                 |  |  |       |  |  |                                             |  |  |                                           |  |
|                                                           |                             | Agnese d'Assia-Kassel                         | Maurizio d'Assia-Kassel                         |  |  |       |  |  |                                             |  |  |                                           |  |
|                                                           |                             | Agnese d'Assia-Kassel                         | Maurizio d'Assia-Kassel                         |  |  |       |  |  |                                             |  |  |                                           |  |
|                                                           |                             | Agnese d'Assia-Kassel                         | Giuliana di Nassau-Dillenburg                   |  |  |       |  |  |                                             |  |  |                                           |  |
|                                                           |                             | Agnese d'Assia-Kassel                         |                                                 |  |  |       |  |  |                                             |  |  |                                           |  |